# Lloyd Jones
Lloyd David Jones (Lower Hutt, 23 de marzo de 1955) es un autor neozelandés. Su novela Mister Pip (2006) ganó el Premio de Escritores de la Commonwealth y fue preseleccionada para el Premio Booker. 

## Biografía
Jones asistió a la escuela secundaria Hutt Valley y a la Universidad Victoria de Wellington. A pesar de cumplir con los requisitos de un título en ciencias políticas, Jones no pudo graduarse de la universidad en ese momento debido a las multas de la biblioteca; finalmente completó su curso de estudios y se graduó en 2007.   Recibió un doctorado honoris causa de la Universidad de Victoria en mayo de 2009. 
Después de dejar la universidad y pasar un tiempo viajando al extranjero, Jones se convirtió en reportero deportivo en The Evening Post y comenzó a escribir ficción.   Su primera novela, Gilmore's Dairy (1985), fue una novela satírica sobre un joven que crecía en un pequeño pueblo de Nueva Zelanda, y fue seguida por Splinter (1988), una novela ambientada en Lower Hutt con dos narrativas principales (una sobre un inmigrante temprano y el otro sobre el editor de una revista). Al igual que su obra posterior, estas dos primeras novelas mezclaban realismo suburbano, comedia negra y originalidad. 
En 1988, Jones recibió la beca en memoria de Katherine Mansfield.  En 1991 publicó una colección de ficción breve, Swimming for Australia (1991), que fue preseleccionada para el Premio del Libro de Ficción de Nueva Zelanda.  En 1994 fue comisario de una exposición que ilustraba el concepto del sábado en la vida de Nueva Zelanda. El trabajo fue una colaboración con el fotógrafo Bruce Foster y se llevó a cabo en la Biblioteca Nacional de Wellington. El trabajo fue publicado como The Last Saturday e incluía fotografías históricas, fotografías contemporáneas de Foster y un ensayo de Jones. 
En mayo de 2003, se presentó una adaptación teatral de la novela de Jones , El libro de la fama, en el Downstage Theatre de Wellington.  Fue adaptada para el teatro por Carl Nixon, novelista y dramaturgo neozelandés.
En mayo de 2007, Jones ganó el Premio de Escritores de la Commonwealth al Mejor Libro General por su novela Mister Pip. La novela está ambientada durante la Guerra Civil de Bougainville de principios de los años 1990 en Papúa Nueva Guinea.  El libro también fue preseleccionado para el Premio Man Booker en 2007. 
Jones recibió en 2007 la residencia de escritores creativos de Nueva Zelanda en Berlín. 
Jones se inspiró para investigar su historia familiar en el terremoto de Christchurch de 2011 y publicó una memoria, Una historia de silencio, en 2013. 
En 2015, Jones pasó un año en Australia como escritor residente en el Centro JM Coetzee de Práctica Creativa de la Universidad de Adelaida.  Posteriormente pasó 2016-2017 en Berlín como beneficiario de una beca del DAAD. 

## Obras
- Gilmore's Dairy (1985)
- Splinter (1988)
- Swimming to Australia, and Other Stories (1991)
- Biografi: An Albanian Quest (1993) – un New York Times Notable Book.[15]
- This House Has Three Walls (1997)
- Choo Woo (1998)
- Book of Fame (2000)
- Here at the End of the World We Learn to Dance (2002)
- Napoleon and the Chicken Farmer (2003)
- Everything You Need to Know about the World by Simon Eliot, ilustrado por Timon Maxey (Four Winds Press, 2004); título en Estados Unidos, Everything You Need to Know About the World (2007)
- Paint Your Wife (2004)
- Mister Pip (2006)
- Hand Me Down World (2010)
- The Man in the Shed (2011)
- A History of Silence: A memoir (Auckland: Penguin, 2013)
- The Cage (2018)
- The Fish (2022)